# Upruc UTCH
Upruc UTCH Făgăraș este o companie care produce rezervoare, cisterne și containere din România.
Compania a fost privatizată în anul 2003, pachetul majoritar de acțiuni fiind achiziționat de omul de afaceri făgărășean Grigore Bica, pentru suma de 350.000 de euro.
În spatele acestuia se afla de fapt un om de afaceri din Brașov, Ion Olaru, și compania Comat, deținută de acesta.
După cinci ani în care activitatea companiei a generat datorii de peste un milion de euro la bugetul de stat, AVAS a atacat în instanță procesul de vânzare – cumpărare de acțiuni din 2003, în baza unor clauze din contractul de privatizare, și a redevenit proprietar al societății.
Compania a fost din nou scoasă la privatizare la finele anului 2009, câștigătoare fiind desemnată în februarie 2010 compania Electric Comat, deținută de Ana Maria Dumitrescu, avocatul care l-a reprezentat în procesul cu AVAS pe fostul acționar al companiei, Grigore Bica.